# Serrat Gran (Capolat)
La Serrat Gran és una serra situada al municipi de Capolat a la comarca del Berguedà, amb una elevació màxima de 1.512 metres.